# سنگ بلاش
سنگ بلاش یا نقش برجسته بلاش مربوط به دوره اشکانیان است و در بیستون، محوطه تاریخی، فرهنگی بیستون در کنار و حوالی کوه بلوچ واقع شده و این اثر در تاریخ ۱۹ اسفند ۱۳۸۰ با شمارهٔ ثبت ۴۸۸۴ به‌عنوان یکی از آثار ملی ایران به ثبت رسیده‌است.

## ویژگی‌ها
سنگ بلاش  در دامنۀ کوه بیستون در ۴۰۰ متری شرق نقش‌برجستۀ گودرز اشکانی قرار دارد، تخته‌سنگ بزرگی است که نقوشی بر روی آن حجاری شده‌است. گیرشمن نقوش این صخرۀ مجزا از کوه بیستون را متعلق به امیری دانسته که مشغول قربانی کردن در برابر مذبحی‌ست. مسعود گلزاری نقش روی سنگ را مردی با بلندای ۱۸۰ سانتیمتر با ریش توپی و سبیلی تاب‌داده و گیسوانی بلند توصیف کرده که با سربندی موهای بلندش را تزئین کرده و نیم‌تنه‌ای ساده که از کمر به بالا چسبان است و دامنی گشاد به تن کرده و گردن‌بندی به گردن آویخته و کمربندی به کمر بسته‌است. روبه‌روی این مرد آتشدانی قرار دارد که دست راست خود را به سوی آن دراز کرده و در حال انداختن شیئی در میان آتش است. بر بدنۀ این آتشدان جملاتی حجاری شده‌است که بخشی از متن آن از بین رفته و قابل خواندن نیست. بخش باقی‌مانده بدین صورت است:
 این پیکر ولگش شاهنشاه پسر ولگش شاهنشاه نوۀ ...
با توجه به همین جمله و با توجه به اینکه پنج نفر از شاهان اشکانی از سال ۵۱ تا ۲۲۳ میلادی با نام ولگش حکومت کردند، این نقش‌برجسته متعلق به یکی از جانشینان گودرز دوم دانسته شده‌است.